# Mühlenberg-I-Tunnel
Der Mühlenberg-I-Tunnel wurde 1879 gebaut und ist 155 m lang. Er gehört zu der 1880 eröffneten Bahnstrecke Leinefelde–Treysa, welche Bestandteil der so genannten „Kanonenbahn“ war und seit 1998 stillgelegt ist.
Er liegt zwischen Küllstedt und Effelder kurz vor dem ehemaligen Bahnhof Effelder in einer Geraden mit einem Gefälle von 1:105. Die mittlere Höhenlage ist 350,5 m ü. NN. Der Tunnel liegt am Hangfuß des Mühlenberges, der aus stark zerrissenen, dünnplattigen Kalksteinen des unteren Muschelkalkes besteht. Das in sich nicht tragfähige Gebirge ist stark zerklüftet und mit Höhlungen durchsetzt. Es musste daher durch Gewölbe gestützt werden. Bei Gewölbeerneuerungen Mitte der 1930er Jahre wurde eine größere Tropfsteinhöhle entdeckt, deren wenig standhafte Decke über dem Tunnel durch ein besonderes Gewölbe gesichert werden musste. Der Tunnel hat eine Überdeckung bis etwa 15 m. Das Gelände über dem Tunnel fällt steil ab und ist mit Mischwald bestanden. Hier zeigten sich schon vor 50 Jahren mehrere Geländeeinbrüche.
Der Tunnel ist Teil der Bahnstrecke von Lengenfeld unterm Stein nach Küllstedt, die heute mit Draisinen befahren werden kann.